# القشرة المقدسة
 القشرة المقدسة أو الكسكرا أو نبات مسهل من نوع النبق أو قلف مقدس أو عجرم أو نبق بورشيانا أو عوسج فارس (بالإنجليزية: Cascara Sagrada أو باسمها العلمي:Rhamnus purshiana)‏، هي نبتة من جنس النبقيات، موطنها الأصلي أمريكا الشمالية.

## الاستعمالات
تفيد هذه النبتة في الوقاية من الإمساك وتعمل على طرد الديدان. وتستخدم بشكل واسع في كملين ومطهر للقولون. ومن مميزاتها أنها تحسن الجهاز الهضمي وتنظف المرارة